# Eriocaulon clarksonii
Eriocaulon clarksonii är en gräsväxtart som beskrevs av Gregory John Leach. Eriocaulon clarksonii ingår i släktet Eriocaulon och familjen Eriocaulaceae.
Artens utbredningsområde är Queensland. Inga underarter finns listade i Catalogue of Life.